# هيفيكيبنيي بوهامبا
هيفيكيبنيي بوهامبا (بالإنجليزية: Hifikepunye Lucas Pohamba)‏ هو سياسي ناميبي شغل منصب رئيس ناميبيا.